# Huntington Avenue
Die Huntington Avenue ist eine 2,3 mi (3,7 km) lange Straße in Boston im Bundesstaat Massachusetts der Vereinigten Staaten. Sie ist durchgängig als Massachusetts Route 9 ausgewiesen und verläuft im Wesentlichen von Südwest nach Nordost.

## Streckenverlauf
Die Straße beginnt im Westen am Übergang zur Washington Street in der Nähe des Olmsted Parks und unterquert bereits nach wenigen Metern den Riverway und den Jamaicaway, die an dieser Stelle gegenläufig verlaufen und über dieselbe Brücke führen. Ab der Kreuzung zur Tremont Street ist die Huntington Avenue durch einen Mittelstreifen getrennt, auf dem die Gleise der Green Line E verlaufen.
Sie führt weiter entlang der östlichen Grenze der Longwood Medical and Academic Area und vorbei am Massachusetts College of Art and Design sowie dem Museum of Fine Arts. Im weiteren Verlauf liegt auch die Northeastern University an der Straße. Nach der Kreuzung zur Massachusetts Avenue und der Unterquerung des Massachusetts Turnpike endet die Strecke am Copley Square an der Kreuzung zur Dartmouth Street.